# Sum 41
Sum 41 – kanadyjski zespół rockowy pochodzący z Ontario założony w 1996. Obecnie (maj 2017) w skład zespołu wchodzą: Deryck Whibley (wokal prowadzący, gitara rytmiczna, keyboard), Jason McCaslin (gitara basowa, wokal wspierający), Dave Baksh i Tom Thacker – (gitary prowadzące, wokale wspierające) oraz Frank Zummo – perkusja.
W 1999 zespół podpisał kontrakt z wytwórnią Island Records. Od tego czasu grupa wydała cztery albumy studyjne, wszystkie osiągnęły status platynowej płyty na terenie Kanady. Największy sukces spośród dotąd wydanych albumów grupy odniósł All Killer No Filler – nagranie zdobyło trzykrotnie status platynowej płyty w Kanadzie oraz jednokrotnie w USA. Album był promowany przez singel "Fat Lip", który osiągnął 1. miejsce na liście Modern Rock Tracks. Drugi singel z albumu, "In Too Deep", uplasował się na 10. miejscu listy Modern Rock Tracks.
Zespół ceniony jest za organizowanie długich tras koncertowych (średnio 300 koncertów w roku) trwających nierzadko dłużej niż półtora roku. Grupa była siedmiokrotnie nominowana do Nagrody Juno (kanadyjski odpowiednik Nagrody Grammy), dwukrotnie będąc jej laureatem (Najlepszy Zespół za 2002 i Album Rockowy za 2005 (za Chuck)). Zespół był trzykrotnie nominowany do nagrody Canadian Independent Music Awards; w 2004 formacja została laureatem Woodie Award za "duży wpływ na kulturę rockową". Zespół był kandydatem do nagrody magazynu Kerrang! w kategorii "Najlepszy Koncert" (2003).

## Historia

### Początki iHalf Hour of Power(1996–2000)

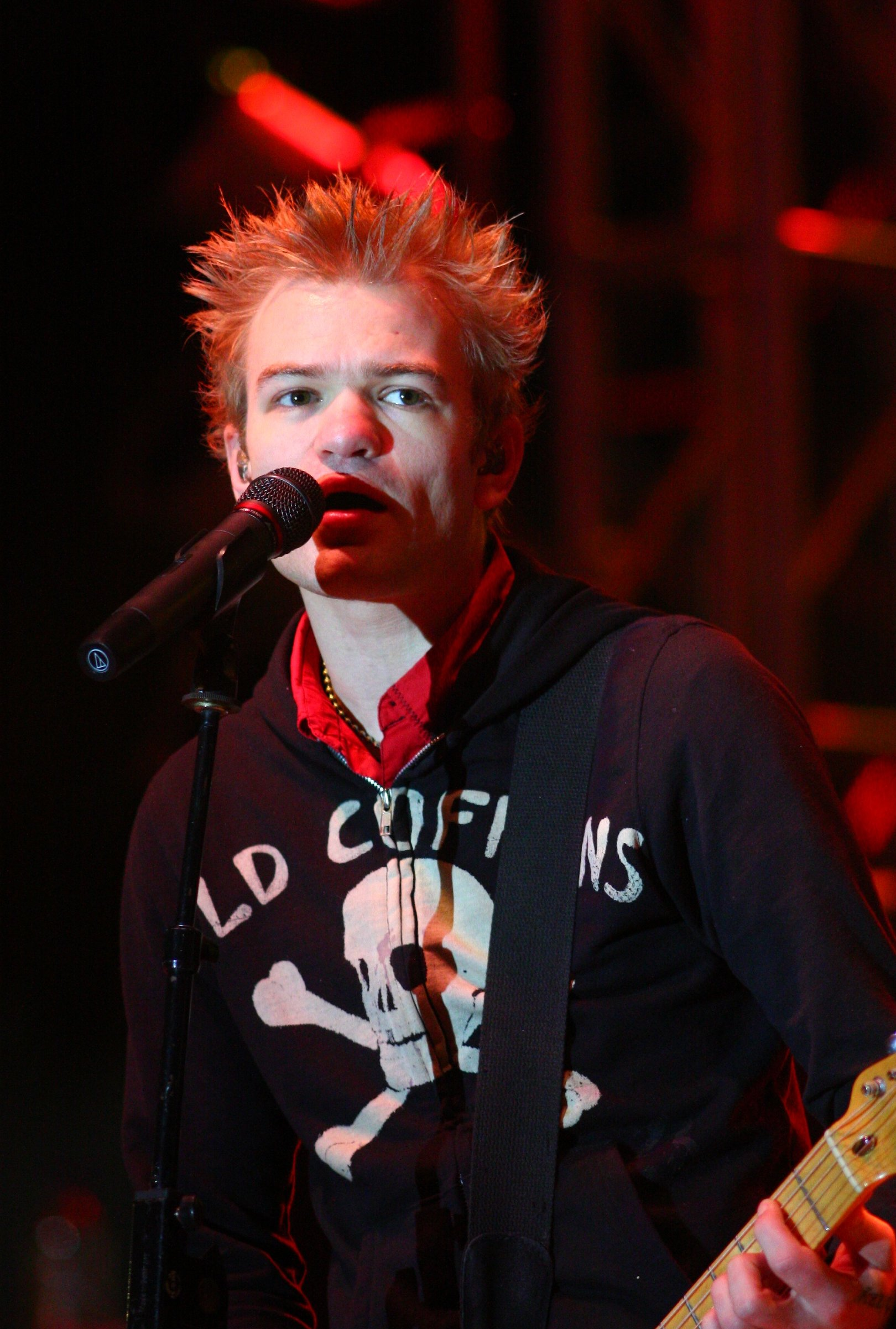
Deryck Whibley w trakcie koncertu

Nazwa grupy wzięła się stąd, że zespół powstał 41 dni po rozpoczęciu lata. Początkowo zespół grał covery utworów zespołu NOFX i nazywał się Kaspir, nazwa została zmieniona 28 września 1996, kiedy grupa grała support przed zespołem Supernova.
W 1998 grupa nagrała demo na kasecie magnetofonowej, nagranie zostało rozesłane do lokalnych wytwórni muzycznych z nadzieją na podpisanie kontraktu. Nagrania są rzadkością i stanowią rarytas dla fanów grupy, ponadto stanowią jedyny ślad działalności gitarzysty Richarda Roya z Sum 41.
W latach 1999–2000 grupa nagrała materiał na swoje dwie pierwsze płyty DVD – Introduction to Destruction i Cross The T’s and Gouge Your I’s, które zawierają kilka incydentów z udziałem członków formacji (np. próbę kradzieży pieniędzy z kasy pizzerii dokonaną za pomocą pistoletów na wodę oraz kilkuminutowy taniec do utworu "Makes No Difference" naprzeciwko teatru).
27 lipca 2000 Sum 41 wydał pierwszy minialbum pt. Half Hour of Power, z którego pochodzi pierwszy singiel zespołu, "Makes No Difference". Utwór posiada dwie wersje teledysku – pierwszy jest kompilacją filmów i ilustracji wysłanych do wytwórni płytowej, drugi zaś przedstawia grupę wykonującą utwór w trakcie domowej imprezy.

### All Killer No FilleriDoes This Look Infected?(2001–2003)
Pierwszy album studyjny Sum 41, All Killer No Filler, został wydany 8 maja 2001. "Fat Lip", pierwszy singiel promujący album, okazał się sukcesem komercyjnym – osiągnął 1. miejsce na liście Modern Rock Tracks. Po wydaniu "Fat Lip" zespół wydał dwa kolejne single – "In Too Deep" i "Motivation". Żartobliwy teledysk do "In Too Deep" przedstawia zespół grający utwór w czasie konkursu nurkowego, w którym muzycy konkurują z profesjonalnymi sportowcami; teledysk do "Motivation" przedstawia grupę grającą piosenkę w małym pokoju. Zespół spędził cały rok 2001 na trasie koncertowej – grupa zagrała ponad 300 koncertów, by w następnym tygodniu po zamachach na World Trade Center wrócić do studia nagraniowego w celu nagrania kolejnego albumu. Zespół przełożył zaplanowane na październik i listopad koncerty na 2002.
26 listopada 2002 Sum 41 wydał swój drugi album studyjny, Does This Look Infected?. Specjalna edycja albumu została poszerzona o DVD pt. Cross The T’s and Gouge Your I’s.. Whibley skomentował album: "Nie chcieliśmy nagrać albumu, który brzmiałby tak jak poprzedni, nienawidzę, gdy zespół nagrywa kilka takich samych albumów". Pierwszym singlem promującym album był "Still Waiting", zaś drugim "The Hell Song". Teledysk do "The Hell Song" przedstawia zespół jako lalki uosabiające członków grupy (zabawki mają przyklejone zdjęcia członków formacji do głów), ponadto w teledysku można zobaczyć takie postacie jak Ozzy Osbourne i Pamela Anderson. Następny singiel, "Over My Head (Better Off Dead)", został wydany jedynie w Kanadzie i na stronie internetowej zespołu i jest kompilacją urywków z koncertów grupy. Wideo zostało dołączone do DVD Sake Bombs and Happy Endings (2003).

### Chucki Demokratyczna Republika Konga (2004–2006)
Pod koniec maja 2004 zespół odbył podróż do Demokratycznej Republiki Konga wraz z organizacją charytatywną War Child w celu sporządzenia filmu dokumentalnego o wojnie domowej. Kilkanaście dni po przyjeździe wybuchła bitwa w mieście Bukavu, kilka kilometrów od miejsca tymczasowego zamieszkania zespołu.

Kule i pociski armatnie przebijały się przez szyby i wszyscy po prostu leżeli na ziemi z rękoma na głowach. Jedna z bomb wybuchła zbyt blisko i hotel nagle zaczął się trząść. Wszystkich nagle podrzuciło do góry, po chwili jednak znowu leżeli na ziemi. Wszystko spadało ze ścian, ze stołów z krzeseł, lustra rozwalały się o ziemię. Wtedy zdaliśmy sobie sprawę, że wszystko podąża w złym kierunku i że możemy nie wyjść z tego cało.

Zespół chciał odczekać, aż bombardowanie się skończy, ono trwało jednak kilka dni. Delegat Organizacji Narodów Zjednoczonych, Charles "Chuck" Pelletier, skontaktował się z wojskami kanadyjskimi w celu wynajęcia kilku transportowców, które mogłyby przewieźć klientów hotelu w bezpieczne miejsce. Po sześciu godzinach zespół wraz z 40 innymi cywilami zostali doprowadzeni do opancerzonych wozów pod eskortą policji, którymi wyjechali poza granice miasta.
W dowód uznania dla Pelletiera Sum 41 nazwał swój nowy album Chuck, który został wydany 12 października 2004. Wydany 29 listopada 2005 przez War Child film dokumentalny Rocked: Sum 41 in Congo zawiera przeżycia zespołu z podróży do Konga – materiał był nadawany na antenie telewizji MTV. Pierwszym singlem z albumu Chuck był "We’re All to Blame", zaś drugim "Pieces", stosunkowo niepasująca do reszty repertuaru grupy piosenka osiągnęła 1. miejsca na listach przebojów w Kanadzie. Następnym singlem był "Some Say", wydany jedynie w Kanadzie i Japonii. Ostatnim singlem z płyty był "No Reason", wydany w tym samym czasie co "Some Say" jedynie w Europie i USA, gdzie uplasował się na 16. miejscu listy Modern Rock Tracks.
21 grudnia 2005 zespół wydał album koncertowy pt. Happy Live Surprise jedynie na terenie Japonii. Film zawiera koncert z London w stanie Ontario, producentem nagrania jest Whibley. 7 marca 2006 wydany został jedynie dysk CD pt. Go Chuck Yourself.

### Odejście Baksha iUnderclass Hero(2006–2008)

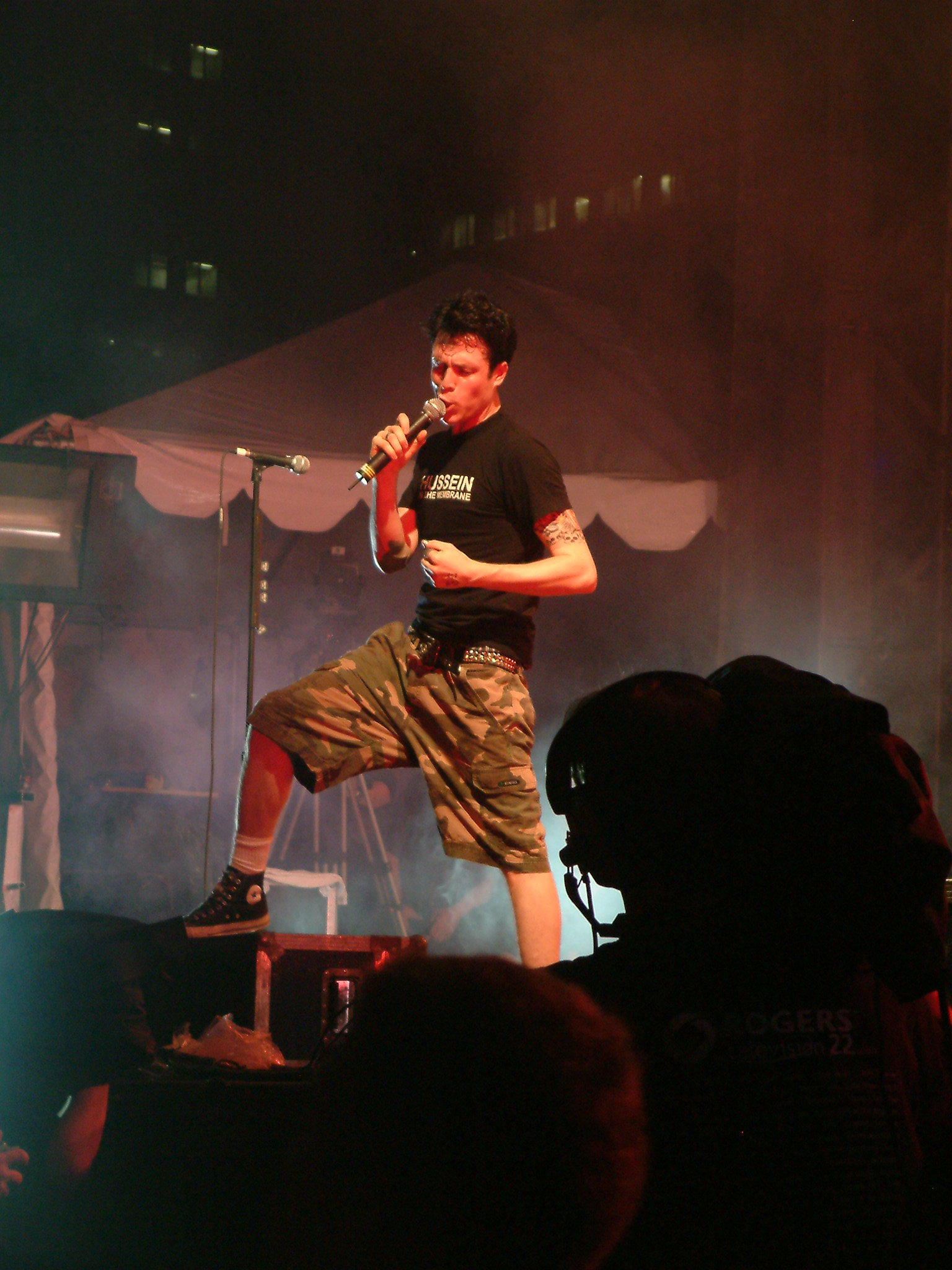
Perkusista grupy Steve Jocz w trakcie śpiewania utworu „Pain for Pleasure”

11 maja 2006 Dave Baksh poinformował opinię publiczną o odejściu z Sum 41 i dołączeniu do zespołu Brown Brigade, która gra muzykę "klasycznie metalową". Baksh za powód odejścia podał "różnice zdań i rozbieżne wizje co do przyszłości zespołu", przyznał jednak, że pozostaje w dobrych stosunkach z członkami grupy. Dzień później Whibley potwierdził odejście gitarzysty z zespołu i poinformował, że na miejsce Baksha zespół przyjmie jedynie gitarzystę koncertowego, który nie będzie miał wpływu na przyszłość i kierunek rozwoju zespołu, a także nie będzie pojawiał się wraz z zespołem w teledyskach, na fotografiach, czy wywiadach.
Nagrania do albumu Underclass Hero rozpoczęły się 6 listopada 2006, zaś zakończyły się 14 marca 2007. Album został wydany 9 dni po wydaniu pierwszego singla promującego album, "Underclass Hero", 24 lipca 2007. Nagranie zadebiutowało na 7. miejscu w USA, co jest do dzisiaj największym osiągnięciem zespołu. Album był nominowany do nagrody Juno w kategorii "Album Rockowy Roku", przegrał rywalizację z Them vs. You vs. Me zespołu Finger Eleven.
17 kwietnia 2007 zespół wydał utwór "March of the Dogs", dostępy jedynie w serwisie iTunes. Pomimo tego, że utwór nie był singlem, zespół postanowił wydać go wcześnie, gdyż, jak powiedział Whibley, "album nie pojawi się wcześniej niż w lecie". Whibley został skrytykowany za tekst piosenki, zwłaszcza za metaforę, w której "zabija prezydenta" (muzykowi grożono procesem sądowym i deportacją z kraju). Z albumu pochodzą jeszcze dwa single – "Walking Disaster" i "With Me".
W październiku 2007 zespół rozpoczął trasę koncertową promującą Underclass Hero, zatytułowaną Strength In Numbers Tour (zespołowi towarzyszyła formacja Finger Eleven). Każdy z koncertów otwierał występ grupy Die Mannequin. W trakcie trasy Whibley doznał kontuzji w postaci wypadnięcia dysku, z powodu czego odwołano resztę koncertów. Gdy Whibley powrócił do zdrowia, zespół wznowił trasę koncertową w marcu 2008. Trasa została zakończona na początku lipca 2008, kiedy zespół rozpoczął przygotowania do nagrania nowego albumu.

### Kompilacja największych hitów i nowy album (od 2008)
7 sierpnia 2008 w wywiadzie dla jednej z gazet McCaslin poinformował, że zespół nie wyrusza w kolejną trasę koncertową – zamierza wygospodarować czas, by "robić inne rzeczy". Po kilku tygodniach nieformalnego zawieszenia działalności zespołu grupa zaczęła przygotowania do nagrania nowego albumu. McCaslin zaczął pracować nad albumem swojej nowej grupy, The Operation M.D.; Jocz wyruszył w trasę koncertową z zespołem The Vandals, Whibley koncertował ze swoją żoną, Avril Lavigne.
Sum 41 wydało magazyn, w którym znalazła się adnotacja, że w związku z sukcesem Underclass Hero, zespół na życzenie Universal Music ma wydać minialbum w 2009. Whibley powiedział jednak, że EP swoimi rozmiarami kwalifikuje się już pod album studyjny. Zespół zaczął nagrania pod koniec 2008, z zamiarem wydania nowego albumu na wiosnę 2009 i wyruszenia w trasę latem<.
26 listopada 2008 Sum 41 wydał kompilację największych hitów All the Good Shit (w Japonii). Album zawiera wcześniej niewydany utwór, "Always", a także DVD zawierające wszystkie teledyski zespołu. W lutym 2009 grupa poinformowała, że z powodu sukcesu albumu zostanie on wydany na całym świecie z inną oprawą graficzną. 17 marca wydano drugą wersję kompilacji (na całym świecie).
15 lutego 2009 Whibley zamieścił na stronie internetowej zespołu notatkę, w której napisał, że zespół ma zamiar wydać album studyjny zamiast minialbumu. Wokalista napisał, że album będzie gotowy i wydany w 2009.

### Odejście Jocza
17 kwietnia 2013 Steve Jocz na Facebooku i Twitterze ogłosił, że odchodzi z zespołu. Od 2015 na stanowisko perkusisty został przyjęty Frank Zummo.

## Inne projekty

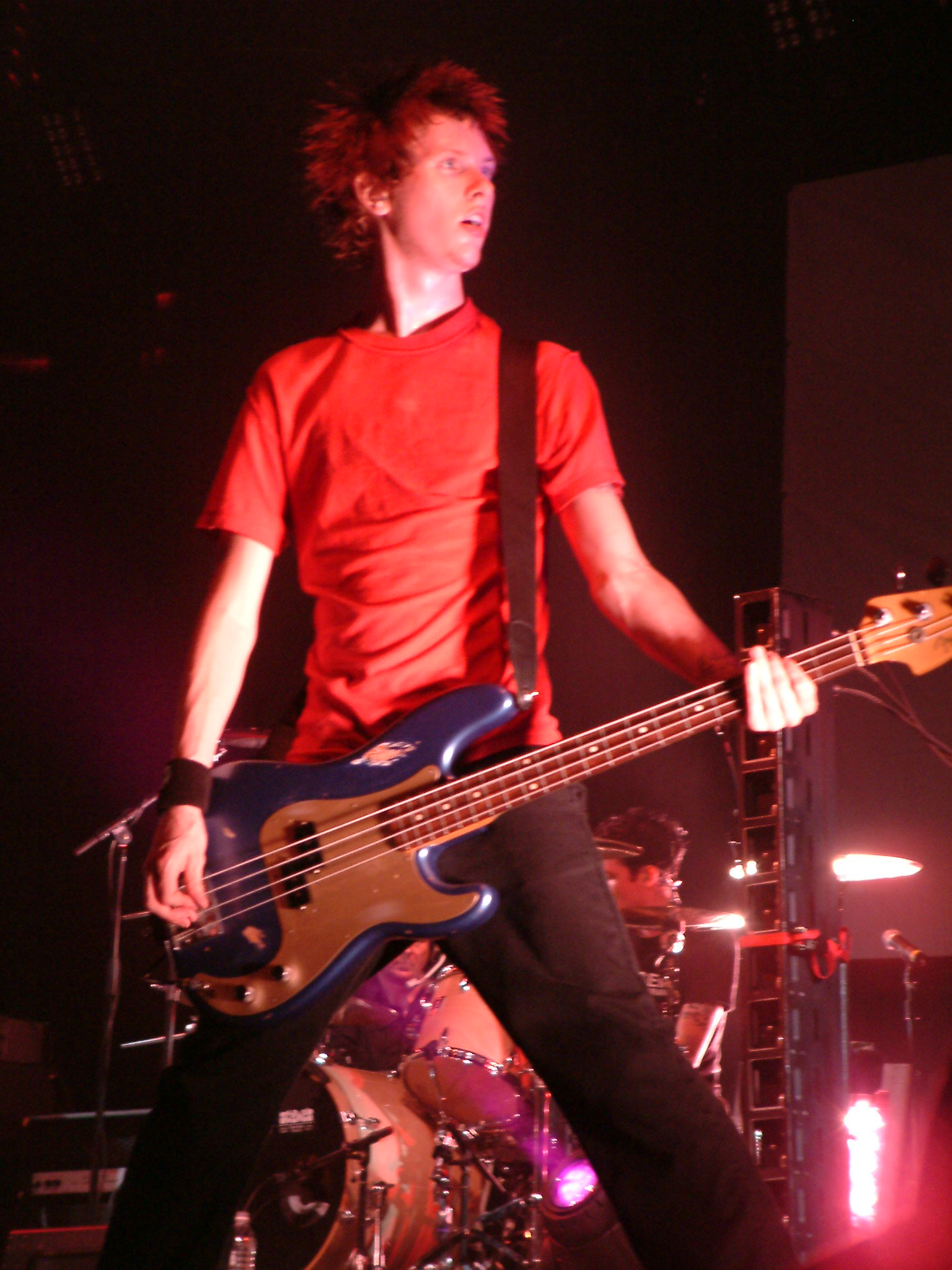
McCaslin w trakcie koncertu

### Internetowe teledyski i filmy
W trakcie trasy koncertowej promującej album Chuck, Sum 41 wydało na swojej stronie internetowej kilka krótkich filmów, które zdaniem członków zespołu były "nieodpowiednie dla dzieci". Nagrania wzbudziły kontrowersje głównie ze względu na wątki związane z przemocą. Grupa nagrała kilka innych wideo, m.in. Basketball Butcher i 1-800-Justice, które są dostępne na stronie internetowej oficjalnego fanklubu zespołu, Goon Platoon.
Najnowszym projektem Sum 41 jest cotygodniowa seria filmów pt. SUM 41 – Road to Ruin. Trailer został nadany 8 stycznia 2007 na stronie www zespołu. Pierwszy oficjalny odcinek nadano 21 stycznia – zawierał kompilację ujęć z koncertu zespołu w Singapurze w 2003. Większość filmów zawiera urywki z koncertów grupy oraz zabawne epizody z udziałem członków zespołu. Grupa stworzyła również serię kreskówek opowiadających o superbohaterze "Stickman Moss", który uratował świat od przeciwników muzyki punkowej, którzy zagrozili światu punk rocka.

### Projekty poboczne i współpraca z innymi artystami
Sum 41 współpracował z wieloma artystami, zarówno na koncertach, jak i w studiu, wśród nich byli m.in. Tenacious D, Ludacris, Iggy Pop, Pennywise, Bowling for Soup, Unwritten Law, Treble Charger, Nelly, Gob, Tommy Lee, Metallica i Ja Rule.
Krótko po zakończeniu trasy koncertowej promującej Does This Look Infected? Iggy Pop poprosił zespół o pomoc przy albumie Skull Ring. Whibley był współautorem singla "Little Know It All" i wystąpił wraz z Iggym w programie Late Show with David Letterman w celu promocji utworu. Po koncercie w Quebecu 11 września 2005 grupa zrobiła przerwę od koncertowania, wystąpiła jednak wraz z Iggym Popem podczas koncertu 17 kwietnia 2006 i zagrała "Little Know It All" i "Lust For Life".
W 2006 Whibley skupił się na karierze producenta – wyprodukował dwa utwory na potrzeby albumu The Best Damn Thing Avril Lavigne; Jocz wyreżyserował dla zespołu The Midway State; McCaslin rozpoczął współpracę z Toddem Morse i Juliette Lewis – stworzony przez nich zespół, The Operation M.D., wydał na początku 2007 debiutancki album We Have an Emergency. McCaslin zagrał na gitarze basowej, akustycznej, keyboardzie, dodał wokal wspierający oraz wokal prowadzący na trzech utworach. Producentem albumu był Whibley. Reżyserem pierwszego singla pt. "Sayonara" był Jocz.
W grudniu 2007 McCaslin przesłuchał Slasha z Velvet Revolver. Muzycy rozmawiali o przeżyciach Slasha po odejściu z Guns N’ Roses oraz o jego roli w Velvet Revolver. Wywiad został w trzech częściach przedstawiony na stronie MySpace Sum 41.

## Styl w muzyce i inspiracje

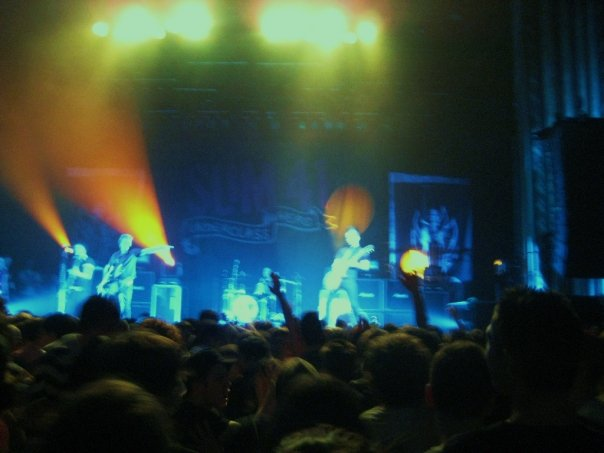
Sum 41 w trakcie koncertu w Toronto Life Square w Montrealu

Sum 41 czerpie inspirację z wielu muzycznych stylów. Grupa za inspiracje muzyki punk rockowej podaje zespoły The Dead Boys i NOFX. Źródłem hip hopu widocznego w twórczości zespołu jest zespół Beastie Boys. Połączenie hip hopu i punk rocka można usłyszeć w takich piosenkach jak "Fat Lip" i "It’s What We’re All About". Główną inspiracją do nagrania albumu Does This Look Infected? był zespół The Offspring. Zespół jako muzyczne inspiracje podaje takie zespoły jak The Beatles, Oasis, Iron Maiden i Metallica – od ostatnich dwóch Sum 41 zaczerpnął metalowe brzmienie.
Twórczość zespołu jest nierzadko krytykowana przez fanów ze względu na kompleksową kombinację różnych stylów muzycznych oraz dojrzalszy, mocniejszy dźwięk na późniejszych albumach. Krytycy zgodni są co do tego, że albumy Half Hour of Power i All Killer No Filler zawierają piosenki zagrane w stylu pop punkowym, jednak Does This Look Infected? zaczyna zmierzać ku stylu cięższym, takim jak rock alternatywny i metal alternatywny, z czego Chuck zawiera utwory w stylu metal alternatywnego. Underclass Hero stanowi mieszankę stylów pop punk i punk rock. Według specjalistów styl zespołu oscyluje wokół punku, zaś działalność grupy definiuje się przez pop punk, punk rock, alternative rock i alternative metal. Niektóre piosenki zespołu zawierają podteksty polityczne – "The Jester" jest krytyką polityki George’a W. Busha, zaś "Dear Father" opowiada o poglądach politycznych ojca Whibleya.

## Nagrody i wyróżnienia

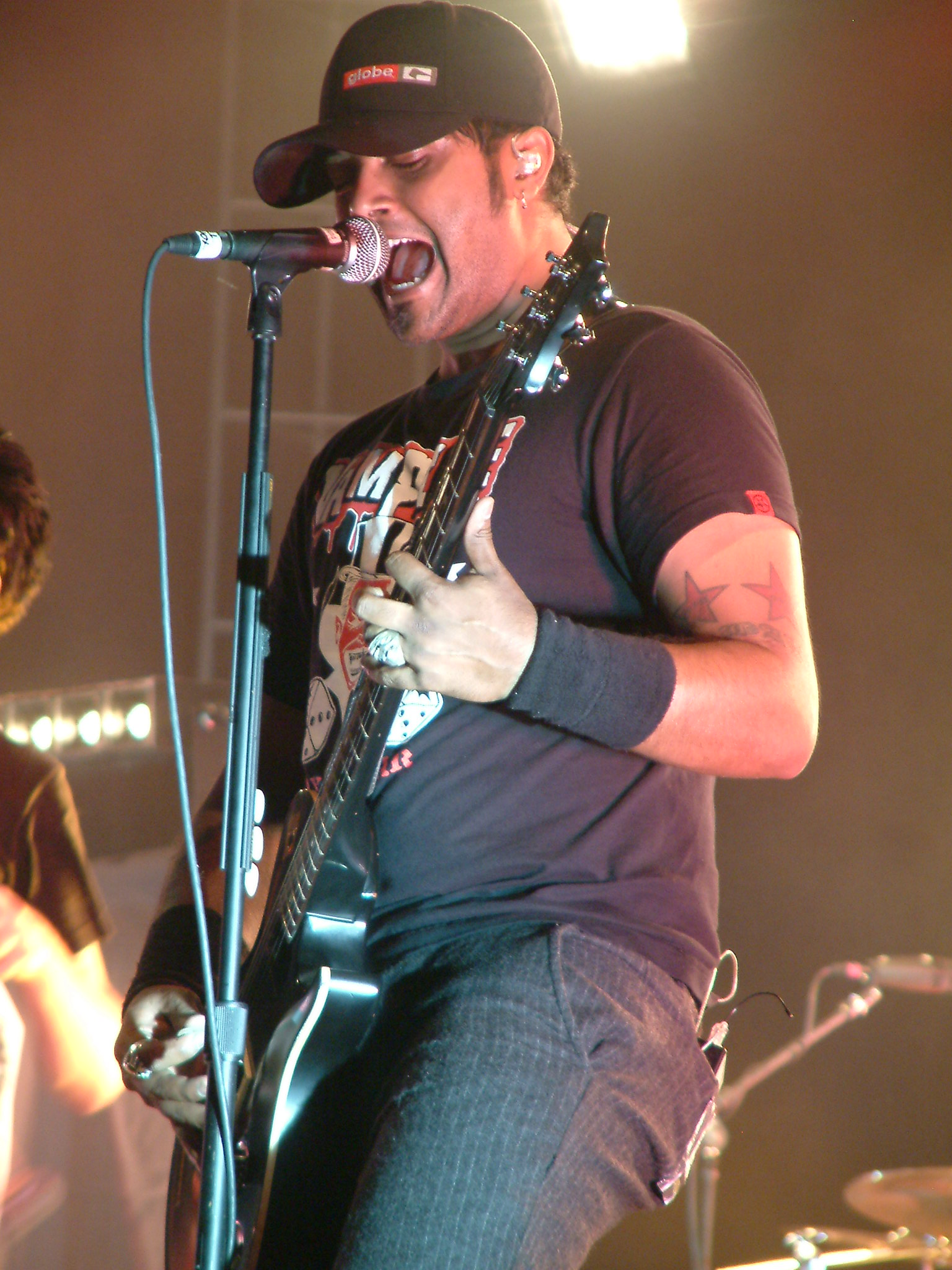
Dave Baksh, gitarzysta zespołu w latach 1997–2006

Sum 41 był siedmiokrotnie nominowany do Nagrody Juno – dwukrotnie był laureatem tej nagrody. W 2001 zespół był nominowany w kategorii "Najlepszy Nowy Zespół", przegrał jednak z formacją Nickelback. Rok później grupa była nominowana w kategorii "Najlepszy zespół", ponownie przegrywając z Nickelback. W tym samym roku album All Killer No Filler był nominowany w kategorii "Najlepszy Album", przegrał rywalizację z The Look of Love autorstwa Diany Krall. W 2003 grupa została laureatem nagrody Juno w kategorii "Zespół Roku". W 2004 album Does This Look Infected? został wytypowany w kategorii "Album Rockowy Roku", przegrał z We Were Born in a Flame Sama Roberts. Rok później Chuck wygrał w kategorii "Album Rockowy Roku"; zespół był również nominowany w kategorii "Zespół Roku", przegrał rywalizację z Billy Talent. W 2008 album Underclass Hero był nominowany w kategorii "Album Rockowy Roku", przegrał jednak z Them vs. You vs. Me zespołu Finger Eleven. Zespół był również trzykrotnie nominowany do nagrody Canadian Independent Music Awards. W 2004 Sum 41 wygrał nagrodę Woodie Award w kategorii "The Good Woodie (Wpływ Na Kulturę)". Sum 41 był nominowany do nagrody magazynu Kerrang! w kategorii "Najlepszy Koncert" (2003).

## Skład
| (1996–1997) | - Marc McAdam – gitara rytmiczna, wokal prowadzący - Deryck Whibley – gitara rytmiczna, wokal wspierający - Marc Costanzo – gitara prowadząca, wokal prowadzący - Richard Roy – gitara basowa, wokal wspierający - Steve Jocz – perkusja, wokal wspierający    |
| (1997–1998) | - 'Jon Marshall – gitara rytmiczna, wokal wspierający - Deryck Whibley – gitara rytmiczna, wokal wspierający - Dave Baksh – gitara prowadząca, wokal wspierający - Mark Spicoluk – gitara basowa, wokal wspierający - Steve Jocz – perkusja, wokal wspierający |
| (1998–2006) | - Deryck Whibley – śpiew, gitara rytmiczna, keyboard - Dave Baksh – gitara, wokal wspierający - Cone McCaslin – gitara basowa, wokal wspierający - Steve Jocz – perkusja, wokal wspierający                                                                    |
| (2006–2013) | - Deryck Whibley – śpiew, gitara, keyboard - Cone McCaslin – gitara basowa, wokal wspierający - Steve Jocz – perkusja, wokal wspierający - Tom Thacker – gitara prowadząca (podczas trasy koncertowej), od listopada 2009 roku oficjalny członek zespołu       |
| (2013–2015) | - Deryck Whibley – śpiew, gitara rytmiczna, perkusja - Tom Thacker – gitara prowadząca - Jason McCaslin – gitara basowa, keyboard |
| (2015–2017) | - Deryck Whibley – śpiew, gitara rytmiczna, perkusja - Tom Thacker – gitara prowadząca - Jason McCaslin – gitara basowa, keyboard - Dave Baksh – gitara prowadząca - Frank Zummo – perkusja                                                                    |

## Dyskografia

### Albumy studyjne
- Half Hour of Power (2000)
- All Killer No Filler (2001)
- Does This Look Infected? (2002)
- Chuck (2004)
- Underclass Hero (2007)
- Screaming Bloody Murder (2011)
- 13 Voices (2016)
- Order In Decline (2019)
- Heaven :x: Hell (2024)

### Single
| Rok  | Tytuł                             | Pozycja | Pozycja                                  | Pozycja                                   | Pozycja | Pozycja | Pozycja | Pozycja | Pozycja | Pozycja | Pozycja | Pozycja | Pozycja | Album                                 |
| Rok  | Tytuł                             | CAN     | Canadian Rock/Alternative chart\|CAN Alt | Canadian Rock/Alternative chart\|CAN Rock | AUS     | AUT     | BEL     | GER     | NET     | SWI     | UK      | US      | US Alt. | Album                                 |
| ---- | --------------------------------- | ------- | ---------------------------------------- | ----------------------------------------- | ------- | ------- | ------- | ------- | ------- | ------- | ------- | ------- | ------- | ------------------------------------- |
| 2000 | "Makes No Difference"             | —       | —                                        | —                                         | —       | —       | —       | —       | —       | —       | —       | —       | 32      | Half Hour of Power                    |
| 2001 | "Fat Lip"                         | —       | —                                        | —                                         | 58      | 21      | 41      | 69      | 43      | 51      | 8       | 66      | 1       | All Killer No Filler                  |
| 2001 | "In Too Deep"                     | —       | —                                        | —                                         | 29      | 52      | 36      | 69      | 41      | 87      | 13      | —       | 10      | All Killer No Filler                  |
| 2002 | "Motivation"                      | —       | —                                        | —                                         | —       | —       | —       | —       | —       | —       | 21      | —       | 24      | All Killer No Filler                  |
| 2002 | "Handle This"                     | —       | —                                        | —                                         | —       | —       | —       | —       | —       | —       | —       | —       | —       | All Killer No Filler                  |
| 2002 | "What We're All About"            | —       | —                                        | —                                         | 63      | —       | —       | 91      | 71      | 43      | 32      | —       | —       | Music from and Inspired by Spider-Man |
| 2002 | "Still Waiting"                   | —       | —                                        | —                                         | 43      | —       | 49      | 90      | —       | 97      | 16      | 106     | 7       | Does This Look Infected?              |
| 2003 | "The Hell Song"                   | —       | —                                        | —                                         | 76      | —       | 59      | —       | —       | —       | 35      | —       | 13      | Does This Look Infected?              |
| 2003 | "Over My Head (Better Off Dead)"  | —       | —                                        | —                                         | 62      | —       | —       | —       | —       | —       | —       | —       | —       | Does This Look Infected?              |
| 2003 | "Little Know It All" (z Iggy Pop) | —       | —                                        | —                                         | –       | —       | —       | —       | —       | —       | —       | —       | —       | Skull Ring                            |
| 2004 | "We’re All to Blame"              | 8       | —                                        | —                                         | —       | —       | —       | —       | —       | —       | —       | —       | 10      | Chuck                                 |
| 2005 | "Pieces"                          | 2       | —                                        | —                                         | —       | —       | —       | 84      | —       | —       | —       | 107     | 14      | Chuck                                 |
| 2005 | "Some Say" (Kanada/Japonia)       | 10      | —                                        | —                                         | —       | —       | —       | —       | —       | —       | —       | —       | —       | Chuck                                 |
| 2005 | "No Reason" (USA/Europa)          | —       | —                                        | —                                         | —       | —       | —       | —       | —       | —       | —       | —       | 16      | Chuck                                 |
| 2007 | "Underclass Hero"                 | 33      | —                                        | —                                         | 76      | —       | —       | 76      | —       | —       | 188     | 116     | 34      | Underclass Hero                       |
| 2007 | "Walking Disaster"                | —       | —                                        | —                                         | —       | —       | —       | —       | —       | —       | —       | —       | 26      | Underclass Hero                       |
| 2008 | "With Me"                         | 37      | —                                        | —                                         | —       | —       | —       | —       | —       | —       | —       | —       | —       | Underclass Hero                       |
| 2011 | "Screaming Bloody Murder"         | 72      | 9                                        | 7                                         | —       | —       | —       | —       | —       | —       | —       | —       | 37      | Screaming Bloody Murder               |
| 2011 | "Baby, You Don't Wanna Know"      | —       | 10                                       | 25                                        | —       | —       | —       | —       | —       | —       | —       | —       | —       | Screaming Bloody Murder               |

### Teledyski
Lista oficjalnych teledysków do singli Sum 41.
| Rok  | Piosenka                         | Reżyser                      |
| ---- | -------------------------------- | ---------------------------- |
| 2000 | "Makes No Difference"            | Bradley Walsh                |
| 2001 | "Fat Lip"                        | Marc Klasfeld                |
| 2001 | "Pain for Pleasure"              | Marc Klasfeld                |
| 2001 | "In Too Deep"                    | Marc Klasfeld                |
| 2002 | "Motivation"                     | Super America i Joseph Kahn  |
| 2002 | "What We're All About"           | Marc Klasfeld                |
| 2002 | "Still Waiting"                  | Marc Klasfeld                |
| 2002 | "The Hell Song"                  | Marc Klasfeld                |
| 2003 | "Over My Head (Better Off Dead)" | Chris Hafner                 |
| 2004 | "We’re All to Blame"             | Marc Klasfeld                |
| 2004 | "Pieces"                         | Brett Simon i Steve Jocz     |
| 2005 | "Some Say"                       | Sean Michael Turrell         |
| 2007 | "Underclass Hero"                | Steve Jocz and Marc Klasfeld |
| 2007 | "Walking Disaster"               | Stephen Penta                |
| 2008 | "With Me"                        | Steve Jocz                   |
| 2011 | "Screaming Bloody Murder"        | Steve Jocz                   |
| 2011 | "Baby, You Don't Wanna Know"     | Marc Klasfeld                |
| 2016 | "Fake My Own Death"              | Marc Klasfeld                |
| 2017 | "Goddamn I’m Dead Again"         | Marc Klasfeld                |
| 2019 | "Out For Blood"                  | Lee Levin                    |

#### Inne teledyski
| Rok  | Piosenka             | Reżyser         |
| ---- | -------------------- | --------------- |
| 2003 | "Little Know It All" | Mike Piscitelli |